# Xây dựng cao tầng
Cốt lõi của Xây dựng cao tầng là sự phức hợp. Vấn đề và giải pháp nằm trong quan hệ biện chứng. Các giải pháp chuẩn đơn giản và các nguyên tắc thiết kế cơ bản sẽ bổ sung lẫn nhau. Cả hai đều quan trọng trong việc phát triển giải pháp riêng biệt.
Xây dựng cao tầng bao gồm các chi tiết - các kẽ hở, các liên kết giữa các cấu kiện phụ thuộc vào vật liệu xây dựng và các yêu cầu đặc thù. Nó bao gồm các nguyên lý bao trùm - kiến trúc khởi nguồn từ và bởi xây dựng. Quan hệ qua lại giữa thiết kế xây dựng và tạo hình, quan hệ và mâu thuẫn giữa cấu kiện và khoảng cách, giữa vật liệu và hình liệu, giữa xây dựng và thể hiện là rõ ràng. Xây dựng cao tầng bao gồm sự tự do - sự đa dạng giữa các giải pháp kỹ thuật và tạo hình. Ngoài ra, xây dựng cao tầng bao gồm các quy tắc - các quy luật quyết định bởi đặc trưng giá trị vật liệu, dữ liệu khớp nối, cơ sở tĩnh học, tầm nhìn vật lý học công trình, khả năng cảm giác.

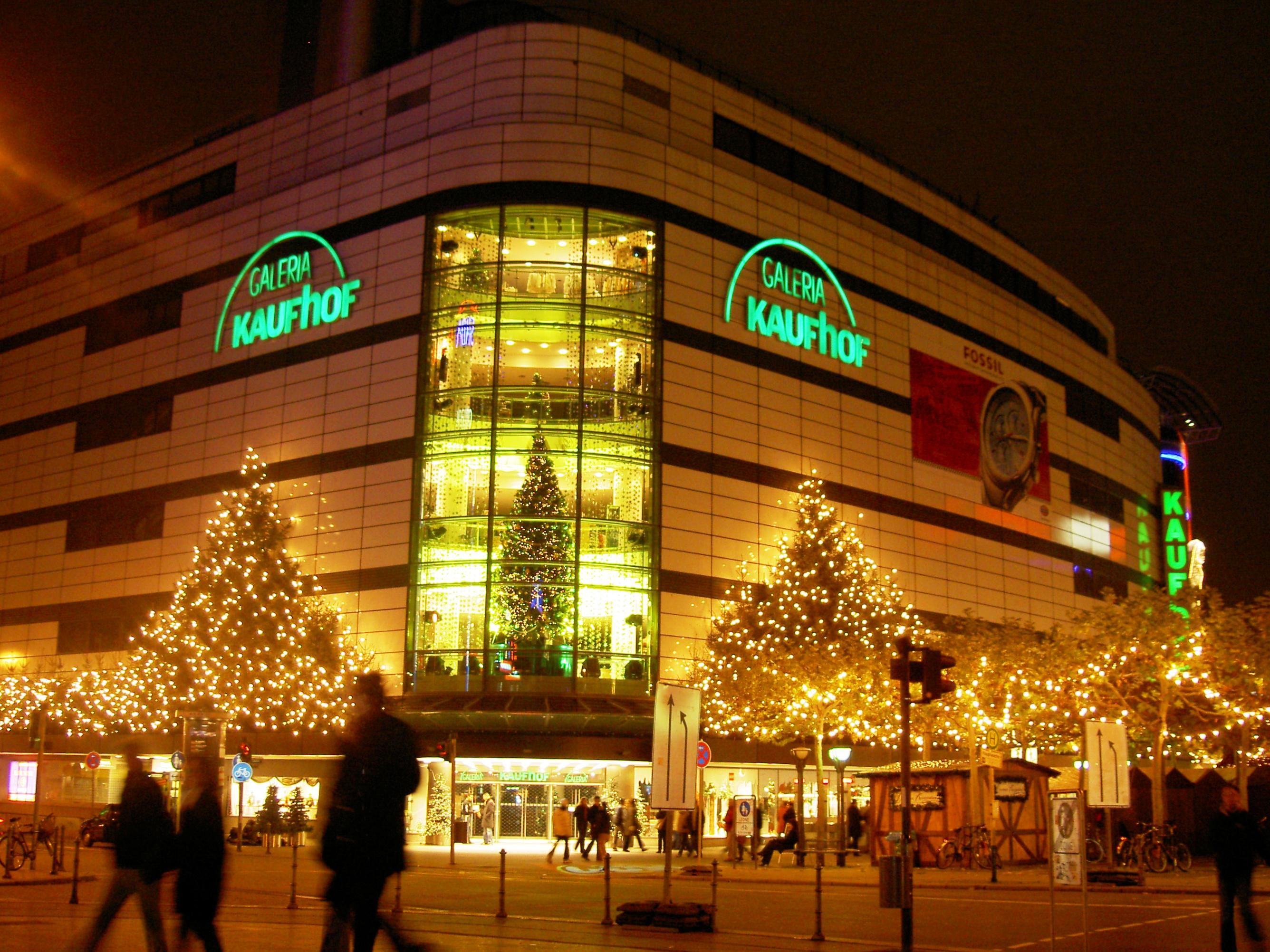
Trung tâm thương mại Kaufhof ở Frankfurt, CHLB Đức

## Công trình xây dựng cao tầng
Công trình xây dựng cao tầng có thể được phân loại theo công năng như sau:
- Ở: nhà ở đơn, nhà ở dãy, nhà ở liền khối, chung cư cao tầng, v.v.
- Làm việc: văn phòng, nhà máy, công xưởng, v.v.
- Kinh doanh: kho lưu, trung tâm thương mại, cửa hàng, v.v.
- Xã hội: nhà hành chính, thị sở, v.v.
- Sức khỏe: bệnh viện, dưỡng lão viện, trại giam, v.v.
- Văn hóa: thư viện, rạp hát, v.v.
- Tôn giáo: đình, đền thờ, chùa, miếu, mạo, nhà thờ, v.v.
- Giải trí: sân vận động, trung tâm thể thao, bể bơi, v.v.
- Giao thông: nhà để xe, nhà ga, bến xe buýt, sảnh khách sân bay, v.v.

## Nội dung
Mặc dù công năng của các công trình xây dựng cao tầng có khác nhau nhưng Xây dựng cao tầng luôn là sự kết hợp của ba yếu tố: Vật lý học công trình, Hệ kết cấu chịu lực và Hoàn thiện và vỏ công trình.

Nhiệt họa đồ tòa nhà

## Vật lý học công trình
Các yêu cầu của vật lý học công trình

### Nhiệt
1. Truyền năng lượng nhiệt
  1. Dẫn nhiệt
  2. Đối lưu
  3. Bức xạ nhiệt
2. Truyền nhiệt qua cấu kiện
  1. Truyền nhiệt qua tường và trần
  2. Truyền nhiệt qua cửa sổ
  3. Cấu kiện được thông khí
  4. Yêu cầu về hệ số truyền nhiệt
3. Cầu nhiệt
4. Thoát nhiệt vào lòng đất
5. Truyền nhiệt qua vỏ công trình

### Ẩm
1. Nước và hơi nước
2. Ngưng tụ và hiểm họa nấm mốc bề mặt
3. Ngưng tụ trong lòng cấu kiện, chặn hơi nước

### Ồn
1. Âm và truyền âm
2. Cách âm khí
3. Cách âm gõ
4. Cách âm máy kỹ thuật nhà

### Chống cháy
1. Hậu quả cháy và mục tiêu bảo vệ
2. Phân loại vật liệu, cấu kiện và hệ lực theo yêu cầu chống cháy
3. Các biện pháp thiết kế

### Chiếu sáng

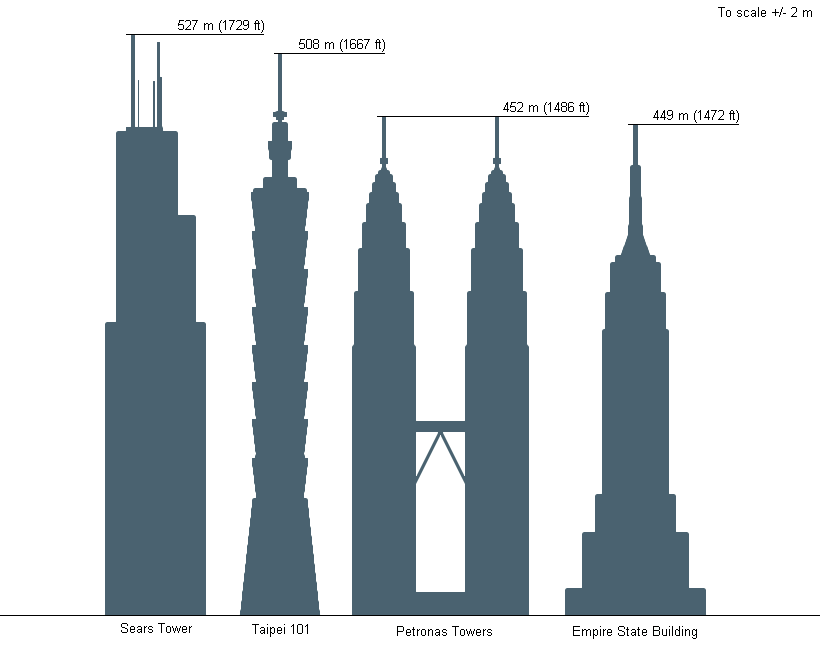
So sánh các tòa nhà chọc trời

## Hệ kết cấu chịu lực (Kết cấu xây dựng)
Các cấu kiện cơ bản

### Nền móng
1. Móng đơn và mỏng dải
2. Móng tấm mảng
3. Móng khối hộp
4. Móng cột

### Tường gạch chịu lực
1. Đặc tính vật liệu
  1. Viên gạch
  2. Vữa gạch
2. Khả năng chịu lực nén thẳng tâm và lệch tâm
3. Khả năng chịu cắt và lực nén xuyên tâm
4. Khả năng chịu cắt và lực nén lệch tâm
5. Khả năng chịu cắt

### Cấu kiện chịu lực xuyên qua vỏ công trình

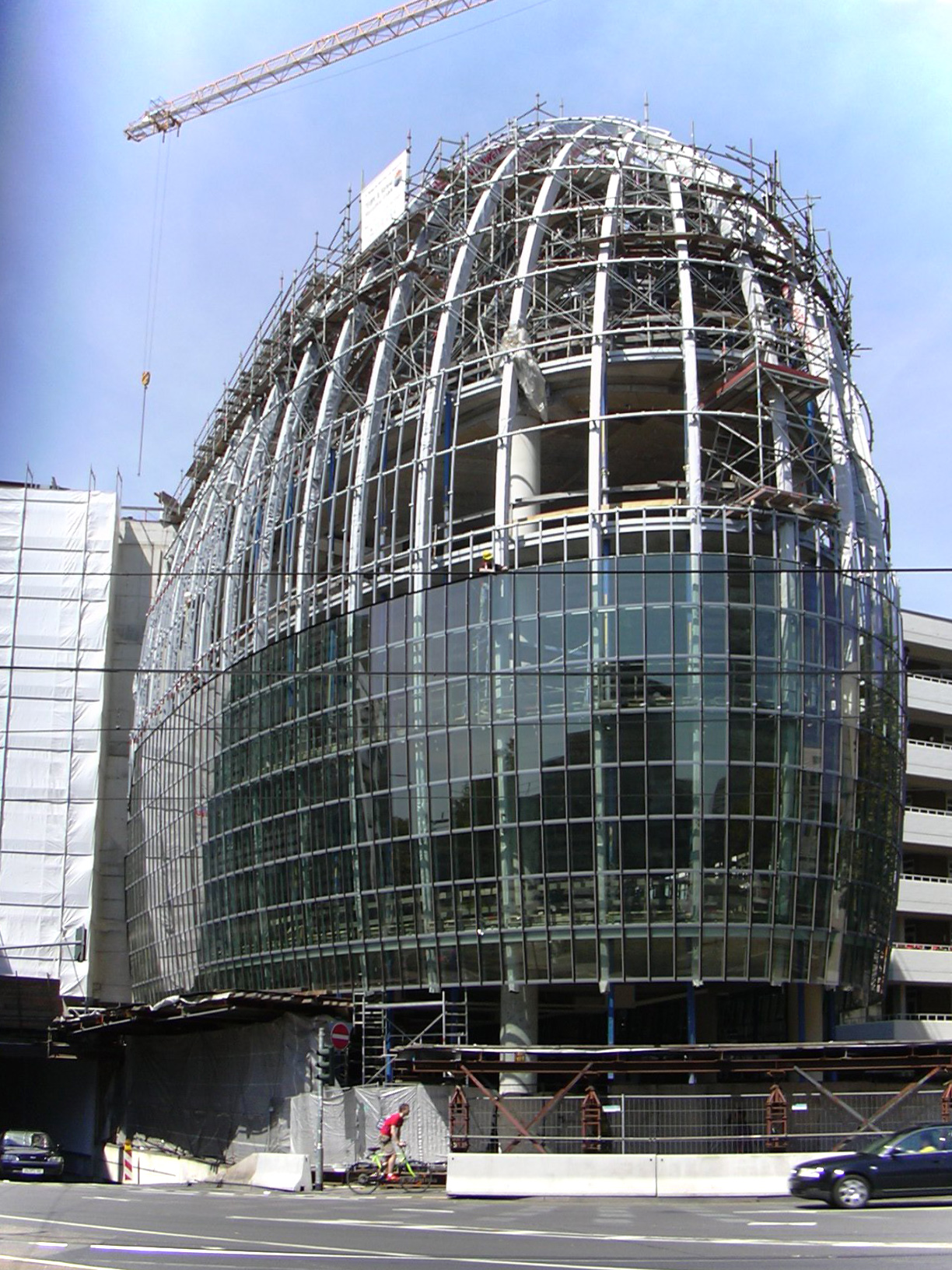
Công trường tại Cologne, CHLB Đức

### Hệ kết cấu khung xương
1. Truyền dẫn ngoại lực và nội lực
2. Hệ tường chịu lực
3. Hệ khung
4. Hệ hỗn hợp
5. Các phần tử kết cấu
  1. Trần
  2. Đỡ trần và dầm
  3. Cột
  4. Nút

## Hoàn thiện và vỏ công trình

### Tường ngoài
1. Tường gạch
  1. Tường gạch đồng chất
  2. Tường gạch hai lớp
  3. Tường gạch trát ngoài
  4. Tường gạch với lớp cách ngoài và khe khí
2. Tường bê tông
  1. Tường bê tông với lớp cách trong
  2. Tường bê tông với kết cấu xen kẽ
3. Mặt tiền kim loại nhẹ
4. Mặt tiền tụ năng lượng

### Tường trong
1. Tường gạch
  1. Tường gạch không chịu lực
  2. Tường gạch chịu lực
  3. Tường gạch cách âm
2. Tường bê tông
3. Tường tấm bả

### Mái
1. Mái nghiêng
  1. Mái nghiêng cách nhiệt
  2. Mái nghiêng không cách nhiệt
2. Mái bằng
  1. Mái bằng giữ nhiệt
  2. Mái bằng thông khí
  3. Mái bằng đổi chiều
  4. Mái bằng liên kết
  5. Mái bằng không lớp bảo vệ và không lớp công năng

### Cửa sổ
1. Kính và chế tạo kính
2. Kết cấu cửa sổ
3. Lắp cửa sổ

### Hoàn thiện trần
1. Sàn nhà đệm dưới nổi
2. Sàn nhà đôi
3. Trần treo

### Khu mạch thoát
1. Tầng hầm thấp hơn nước thấm và nước tràn
2. Tầng hầm dưới mạch nước ngầm

### Thiết bị kỹ thuật nhà
1. Cấp, thoát nước
2. Thiết bị sưởi
3. Thiết bị thông gió và điều hòa
4. Thiết bị lạnh và làm mát
5. Thiết bị chiếu sáng
6. Thiết bị điện nặng
7. Thiết bị điện nhẹ
8. Thiết bị truyền vận